# Arzfeld
Arzfeld is een plaats in de Duitse deelstaat Rijnland-Palts, gelegen in de Eifelkreis Bitburg-Prüm. De plaats telt 1.382 inwoners op een oppervlakte van 19,38 km².
Arzfeld maakt deel uit van Verbandsgemeinde Arzfeld.

## Geschiedenis
Arzfeld maakte deel uit van het hertogdom Luxemburg en volgde zo de geschiedenis van de Zuidelijke Nederlanden. In de Franse tijd was het een kantonhoofdplaats in het Woudendepartement. Na de slag bij Waterloo werd het hele oostelijke deel van Luxemburg bij het Congres van Wenen aan Pruisen toegewezen.